# Fostul schit „Din Vii”
Fostul schit „Din Vii” este un ansamblu de monumente istorice aflat pe teritoriul orașului Topoloveni, județul Argeș. În Repertoriul Arheologic Național, monumentul apare cu codul 13766.01.

Ansamblul este format din trei monumente:
- Biserica „Adormirea Maicii Domnului” (cod LMI AG-II-m-A-13814.01)
- Fosta școală agricolă (cod LMI AG-II-m-A-13814.02)
- Incintă (cod LMI AG-II-m-A-13814.03)